# Lander (ruimtevaart)

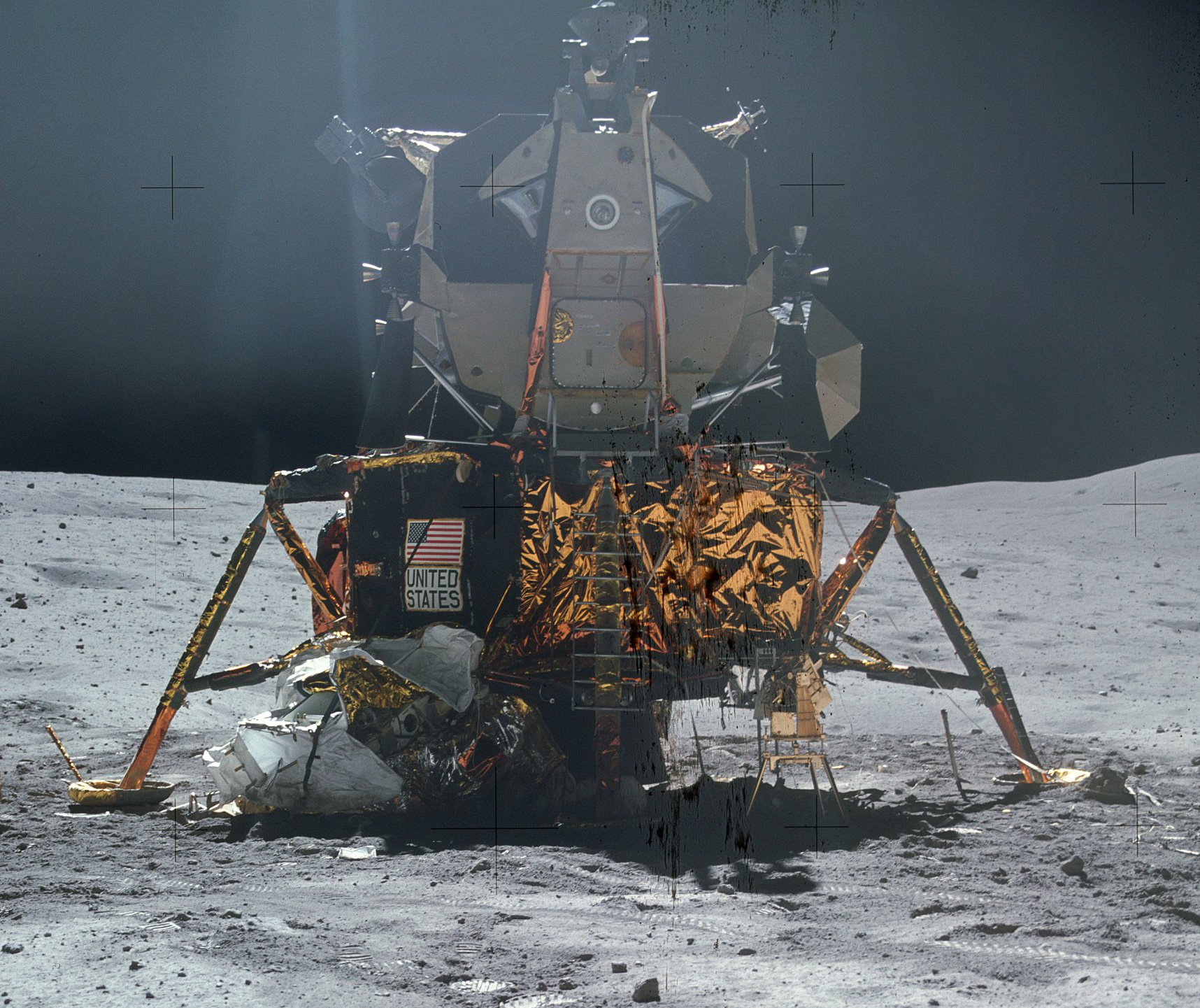
Apollo 16-maanlander

In de ruimtevaart is een lander (in het Engels descent module, descent capsule) een bemand of onbemand ruimtevaartuig dat een zachte landing kan maken op een hemellichaam. De term wordt vooral gebruikt voor een module of combinatie van modules die speciaal ontworpen is voor het landen, en in het geval van landen op een ander hemellichaam, voor het verblijf op het oppervlak, en eventueel de terugkeer. Daarnaast zijn/waren er modules van ruimtevaartuigen die kunnen/konden landen, maar die ook andere belangrijke functies hebben/hadden, bijvoorbeeld de Orbiter van het Spaceshuttleprogramma.
Voor hemellichamen met een atmosfeer kan de lander aerobraking en parachutes gebruiken om af te remmen, vaak met kleine raketten die de daalsnelheid afremmen. Zie ook Binnenkomst in de atmosfeer.
Bij de Mars Pathfinder-missie werden airbags gebruikt om de klap van de landing op te vangen.
Er zijn inmiddels op verschillende hemellichamen landers neergestreken: de Maan, Venus, Mars en de Saturnusmaan Titan. Op de Maan en Mars is op een deel van vluchten een voertuig om over het oppervlak te rijden meegebracht.

## Aarde
Een lander om te landen op Aarde na een ruimtevlucht wordt in het Engels ook wel reentry module of reentry capsule genoemd. Voor de landing van personen lange tijd tot 2020 uitsluitend gebruikgemaakt van de terugkeermodule (daalcabine) van de Sojoez, en een soortgelijke module bij het Shenzhouprogramma. In 2020 was voor het eerst er een bemande Dragon 2 landing. Het was wereldwijd de eerste bemande landing op zee sinds het Apollo-Sojoez-testproject in 1975. Met een volgende generatie ruimteschepen genaamd Starship wil SpaceX op land landen. Bij landingen op aarde worden een Starship en de bijbehorende Super Heavy-booster door twee grijparmen die aan de lanceertoren vastzitten uit de lucht gegrepen. Hiermee wordt de extra massa en complexiteit die een landingsgestel met zich meebrengt bespaard. Ook de huidige herbruikbare Falcon-boosters en onbemande Dragons van SpaceX kunnen als landers worden beschouwd.
Bij het Spaceshuttleprogramma werd de (bemande) Orbiter als lander gebruikt. Deze was na opknappen herbruikbaar.
Bij de terugkeer in de atmosfeer van de onbemande Progress zelf wordt geen lading intact op Aarde gebracht. In het verleden wierp de Progress wel soms op 120 km hoogte een Raduga capsule uit, die afzonderlijk terugkeerde in de atmosfeer en uiteindelijk met een parachute landde. Ook de Japanse HTV kan van een soortgelijke afwerpbare landingsmodule worden voorzien.

## Maan
Voor de zes bemande landingen op de Maan is gebruikgemaakt van de Apollo-maanlander, die bestond uit twee delen, de stijgtrap die later weer opsteeg, en de daaltrap die daarbij diende als lanceerplatform, en dus is achtergebleven op de maan. Bij de laatste drie landingen is een maanwagen meegebracht. 
Ook voor NASA’s Artemisprogramma is een bemande maanlander nodig. NASA heeft daarvoor een commercieel ontwikkelingsprogramma opgestart waarvoor drie ontwerpen in de race zijn. Het is mogelijk dat ze alle drie gecontracteerd worden zodat NASA per missie de meest geschikte lander kan kiezen. Verder zijn er sinds eind 2018 een flink aantal commerciële vrachtlanders in ontwikkeling onder het Commercial Lunar Payload Services-programma van NASA.
Ook bij de onbemande Loena 16, Loena 20 en Loena 24 was er zo'n stijgtrap en daaltrap, waarbij de stijgtrap grondmonsters naar de Aarde bracht. De onbemande Loena 17 en Loena 21 hebben elk een Loenochod maanwagen meegebracht.
Een overzicht van maanlanders:
- Apollo LM – de maanlander van het Apolloprogramma
- LK – de nooit gebruikte bemande maanlander van de Sovjet-Unie
- Beresjiet – een kleine, commerciële, onbemande maanlander ontwikkeld door het Israëlische bedrijf SpaceIL, die in 2019 op de maan neerstortte. Een opvolger Genesis wordt nu onder licentie door het Amerikaanse Firefly Aerospace verder ontwikkeld en gebouwd evenals een uitvergroting genaamd Blue Ghost.
- Blue Moon – een maanlander in ontwikkeling bij Blue Origin (uitontwikkeling niet zeker)
- Starship – een ruimteschip in ontwikkeling bij SpaceX, dat ook in staat wordt geacht op de maan te kunnen landen. Starship-HLS wordt voor het Artemisprogramma van NASA ontwikkeld en pendelt tussen een baan om de aarde en het Maan oppervlak.
- Vikram - de lander van de Indiase maanmissie Chandrayaan-2 en Chandrayaan-3.
- SLIM - maanlander van het Japan Aerospace Exploration Agency.
- Nova-C van Intuitive Machines

## Venus
Een onbemande landing op Venus is onder meer uitgevoerd met de lander van de Venera 13. Net als voor binnenkomst in de aardse atmosfeer is voor binnenkomst in de atmosfeer van Venus een speciaal ontwerp nodig om te voorkomen dat de lander verbrandt of verdampt. Wegens de dichte atmosfeer is alleen op grotere hoogte een parachute nodig, op lagere hoogte volstaat een landingsschijf aan de lander. Door de hoge druk en temperatuur functioneert een lander hoogstens enkele uren.

## Mars
De Sovjet-Russische ruimtesonde Mars 2 was de eerste lander die het oppervlak van Mars bereikte. Binnen een minuut na het neerkomen viel het radiocontact echter weg als gevolg van een van de ergste stofstormen op Mars sinds het begin van de telescopische waarnemingen van deze planeet. Drie andere ruimtesondes tussen 1973 en 1976 – Mars 3, Mars 5 en Mars 6 – sloegen stuk of slaagden er zelfs niet in de Marsatmosfeer binnen te dringen. Het ontwerp van al deze landers was gebaseerd op de Loena 9 en ze waren uitgerust met een luchtschildachtig hitteschild als bescherming tegen de wrijvingswarmte die tijdens het binnendringen van een atmosfeer ontstaat.
Viking 1 en Viking 2 werden achtereenvolgens gelanceerd in augustus en september 1975. Viking 1 landde op Mars in juli 1976 en Viking 2 in september 1976. Het Viking-programma eindigde in mei 1983 nadat beide landers geen teken van leven meer gaven.
In december 1996 ging de lander Mars Pathfinder de lucht in om het eerste onderzoekswagentje op wieltjes, de Sojourner, op het oppervlak van Mars af te zetten. In juli 1997 bereikte de Mars Pathfinder het oppervlak van de planeet. De Sojourner liet het in september 1997 afweten, vermoedelijk als gevolg van elektronisch falen door de lage temperaturen.
Een andere lander die naar Mars werd gestuurd, de Mars Polar Lander, communiceerde niet meer vanaf 3 december 1999, nog voordat deze het oppervlak van Mars had bereikt. Vermoedelijk is deze lander neergestort.
De lander Beagle 2 werd naar Mars gezonden tijdens de onbemande ruimtemissie Mars Express in 2003, maar het signaal dat de landing op 25 december had moeten bevestigen, bleef uit, waarna op 6 februari 2004 officieel werd meegedeeld dat de Beagle 2 als verloren werd beschouwd.
Zie verder Ruimtevaart naar Mars.

## Titan
Op Titan, die een atmosfeer heeft, is onder meer een lander van de Cassini-Huygens geland.